# Nilgün
Nilgün ist ein türkischer weiblicher Vorname persischer Herkunft mit der Bedeutung blaufarben, dunkelblau.

## Namensträgerinnen
- Nilgün Marmara (1958–1987), türkische Dichterin
- Nilgün Taşman (* 1968), deutsch-türkische Schriftstellerin, Theaterregisseurin und Filmemacherin